# Jerzy Tomaszewski (fotograf)

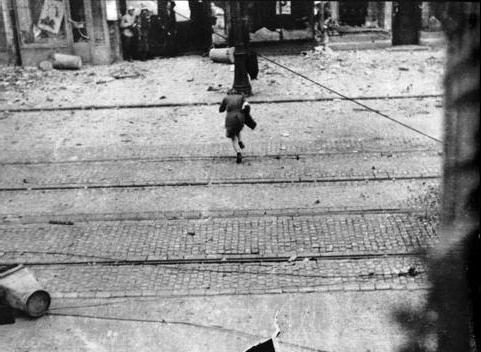
Jedno z bardziej znanych zdjęć Tomaszewskiego: Łączniczka przebiega pod ostrzałem przez ulicę Nowy Świat.

Jerzy Tomaszewski ps. Jur (ur. 20 stycznia 1924 w Warszawie, zm. 26 stycznia 2016 tamże) – polski artysta fotografik, znany jako twórca około 2000 zdjęć dokumentujących walki powstania warszawskiego. Był fotoreporterem i korespondentem z ramienia Delegata Rządu na Kraj i Komendanta Głównego Armii Krajowej.

## Życiorys
Gdy wybuchła II wojna światowa, w wieku 15 lat został łącznikiem przy dowództwie Obrony Przeciwlotniczej. Podczas okupacji hitlerowskiej działał w konspiracji. Mieszkał na ul. Tamka 23. W 1940 ukończył tajny kurs techniki fotografii prowadzony przez prof. Romana Niemczyńskiego. W 1941 został skierowany przez Delegaturę Rządu na Kraj do niemieckiej firmy filmowo fotograficznej Fotoris, pracującej na potrzeby propagandy III Rzeszy. W Fotorisie działała tajna komórka, która zajmowała się przechwytywaniem zdjęć niemieckich. Na jej czele stał inżynier Andrzej Honowski, najbliższym jego współpracownikiem był Mieczysław Kucharski. Przechwycone przez konspiratów zdjęcia poddawane były specjalnemu procesowi obróbki (mikrofilmowaniu), a następnie przewożone przez konspiracyjnych kurierów do Rządu RP w Londynie. W 1943 grupa ta została zdekonspirowana. Tomaszewski ocalał, jednak szef – Andrzej Honowski poległ w walce z Gestapo.
Gdy wybuchło powstanie warszawskie, został jednym z fotoreporterów. Fotografował na Powiślu, w Śródmieściu północnym i południowym oraz na bliskiej Woli. 8 września, w okolicy ulicy Tamka, został ciężko ranny. Ostatnie zdjęcia wykonał leżąc w bramie rodzinnego domu. Wkrótce dostał się do niemieckiego obozu jenieckiego w Pruszkowie, skąd uciekł dzięki pomocy matki Danuty Puchalskiej, sanitariuszki i łączniczki z powstania. Na początku 1945 wrócił do Warszawy. Jego autorskie fotografie ocalały dzięki konspiracyjnej laborantce Wacławie Zacharskiej, która wywołane negatywy schowała do metalowych puszek i ukryła w mieszkaniu przy ulicy Nowy Świat 46.
Jego najstarszy brat, Stanisław Miedza-Tomaszewski, również działał w podziemiu. Był naczelnym plastykiem Biura Informacji i Propagandy Komendy Głównej Armii Krajowej.
Jerzy Tomaszewski należał do Rady Honorowej Budowy Muzeum Powstania Warszawskiego.
29 lipca 2007 prezydent Lech Kaczyński odznaczył go Krzyżem Oficerskim Orderu Odrodzenia Polski. W ostatnim okresie życia prowadził Fundację Nie Zapomnieliśmy, Ośrodek Popularyzacji Historii II Wojny i Okupacji Polski. Jego uroczystości pogrzebowe odbyły się 30 stycznia 2016 w kościele parafialnym w Kamionnej.

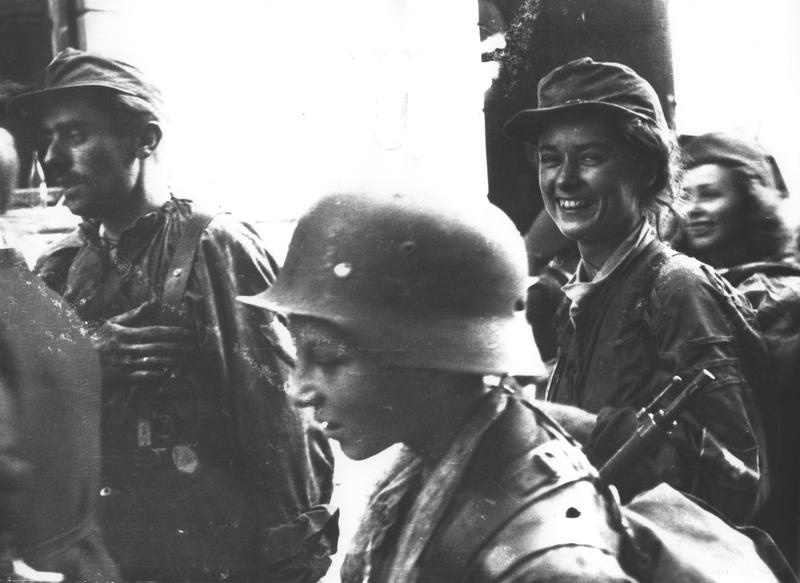
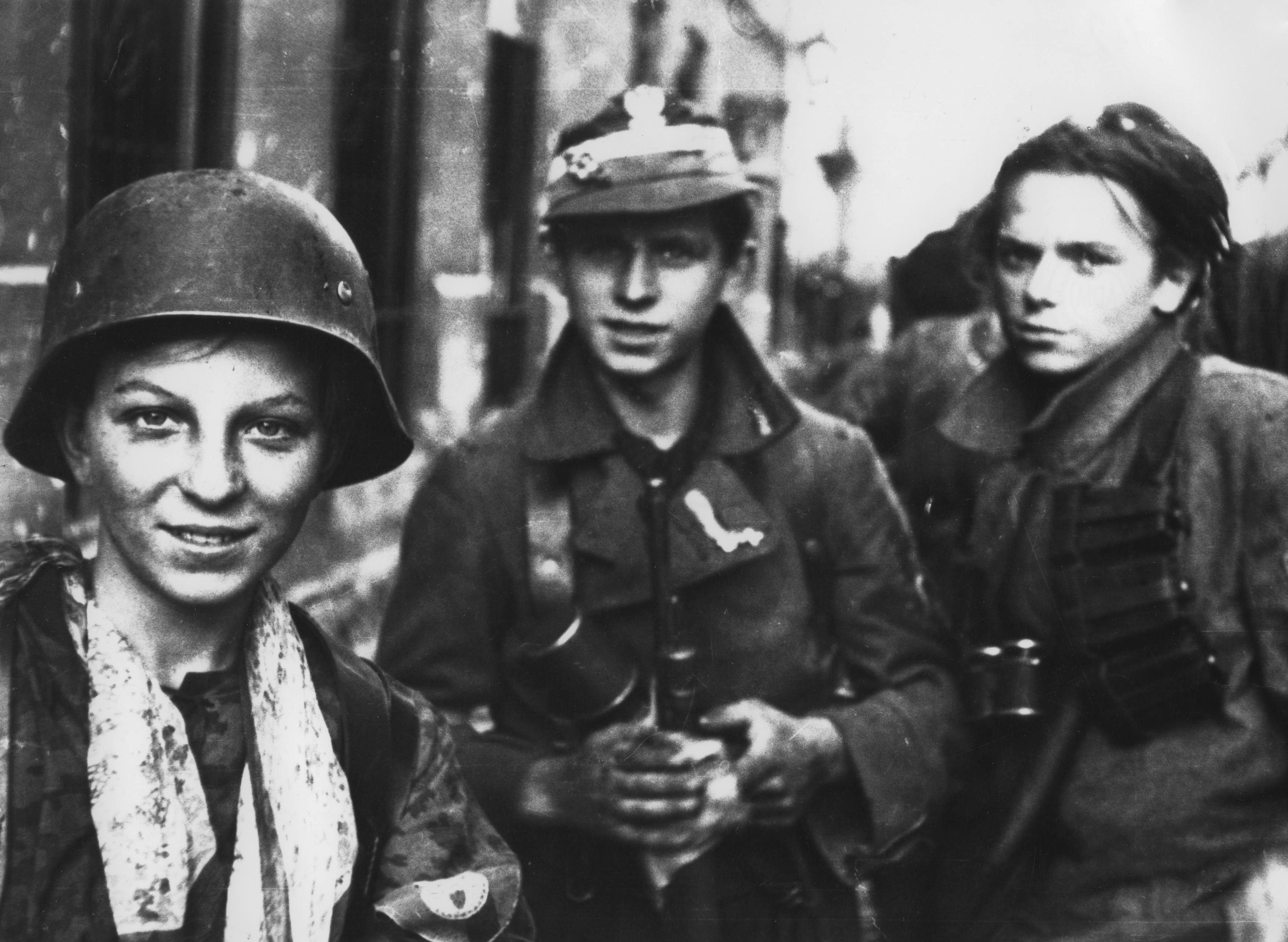
Polish Boy Scouts fighting in the Warsaw Uprising
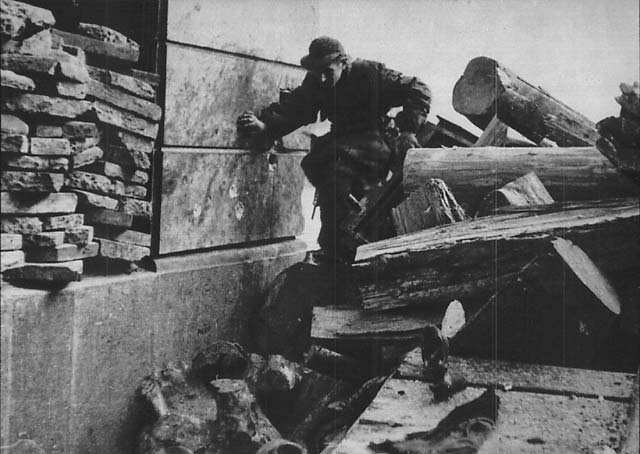
Warsaw Uprising by Tomaszewski - Warecka - barricade